# Uttenreuth
Uttenreuth là một đô thị thuộc huyện Erlangen-Höchstadt trong bang Bayern nước Đức. Đô thị Uttenreuth có diện tích 5,93 km², dân số thời điểm 31 tháng 12 năm 2006 là 4571 người.
Uttenreuth có cự ly khoảng 5 km về phía đông của Erlangen ở thung lũng Schwabach. Các khu vực giáp ranh:
Dormitz (phía đông), Neunkirchen am Brand (đông bắc), Marloffstein (bắc), Spardorf (tây bắc) và Buckenhof về phía tây. Phía nam, Uttenreuth giáp rừng Sebalder Reichswald.